# 愛娜啊，吃飯吧
《愛娜啊，吃飯吧》，（韓語：애나야 밥먹자），定於2017年8月8日透過Naver TVcast首播的網路劇，共有5集。本劇是Kth購物頻道第一次自行製作的網路購物連續劇，添加了購物節目型態的有趣结尾，希望能夠觀看節目者能夠自然而然地購買相關商品。劇情內容講描述了超级暖男購物主持人朴志勇和專業網購博主孫愛娜所展開甜蜜的愛情中毒故事。

### 主要人物
| 演員   | 角色   | 介紹                                                                                             |
| 林瑟雍 | 朴志勇 | 暖男型的購物頻道主持人。曾經是一名外表不起眼的胖子，透過自身的努力，改造自己成功轉型為時尚型男。 |
| 南奎里 | 孫愛娜 | 網購部落格格主。在即將結婚的前夕，居然被准新郎拋棄，從此不再與人相處及共餐，完全變成宅女一枚。   |

### 分集主題
| 集數 | 播出時間   | 標題                        |
| 1    | 2017/08/08 | 奇怪國度的愛娜女王 （이상한 나라의 애나퀸）     |
| 2    | 2017/08/08 | 我不比任何人差 （나도 어디서 꿀리진 않아）         |
| 3    | 2017/08/08 | 沒關係，不要緊 （괜찮지 않아도 괜찮아）         |
| 4    | 2017/08/08 | 奇怪的行為都是有原因的 （이상한 행동에는 다 이유가 있다） |
| 5    | 2017/08/08 | 吃完飯，再去嗎？ （밥 먹고 갈래요?）       |

### 原聲帶
- Part.1（發行日期：2017年8月14日）[3]

| 曲序 | 曲目 | 演唱         | 时长 |
| ---- | ---- | ------------ | ---- |
| 1.   | 无题 | Arie（MIXX） | 3:14 |

## 腳註
1. ↑  .   [2017-08-21]. （原始内容存档于2017-08-21）.
2. ↑  .   [2017-08-21]. （原始内容存档于2017-08-21）.
3. ↑  믹스 아리, 웹드 '애나야 밥 먹자' OST 주자로 참여한다[]

- 分集主題的翻譯，使用Naver翻譯網頁 （页面存档备份，存于）來翻譯。

## 外部連結
- Kth官方網站[永久]
- 愛娜啊，吃飯吧的Facebook專頁
- Naver介紹
- 橘子電影微博推薦（简体中文）